# Micropodia filicea
Micropodia filicea är en svampart som först beskrevs av Cooke & W. Phillips, och fick sitt nu gällande namn av Jean Louis Emile Boudier 1907. Micropodia filicea ingår i släktet Micropodia och familjen Helotiaceae.   Inga underarter finns listade i Catalogue of Life.